# Občanské radosti
Občanské radosti (v německém originále Bürgerfreuden!) je příležitostná hra se sbory (singspiel) o jednom jednání českoněmeckého skladatele Wenzela Müllera na libreto Karla Friedricha Henslera. Její premiéru uvedlo 2. března 1797 vídeňské divadlo Theater in der Leopoldstadt.
Jedná se o pokračování obdobné hry Evžen Druhý aneb Hrdina našeho věku; vystupují zde v zásadě stejné postavy a stejné je i téma oslavy rakouského vlastenectví a vojenské služby, a konkrétně vojevůdce arcivévody Karla, jehož úspěchy ve vojenské kampani první koalice proti vojskům Francouzské republiky od léta roku 1796 – zmiňována je konkrétně bitva u Ambergu 4. srpna 1796 – byly nedlouho před premiérou této nové hry završeny dobytím pevnosti Kehl naproti Štrasburku dne 10. ledna 1797, čímž byla francouzská vojska zatlačena za Rýn. Spolu s touto hrou se zpěvy byla hrána jednoaktová veselohra Rakouský voják v Kehlu (Der österreichische Soldat in Kehl), rovněž od K. F. Henslera.
Občanské radosti byly po premiéře 2. března 1797 hrány ještě následující dva večery, další uvedení nejsou z divadla v Leopoldstadtu ani jiných divadel zaznamenána, i když text byl vydán tiskem. Kritika (Allgemeines europäisches Journal) lakonicky konstatovala, že „to měly být vlastenecké kusy, a jako takové je třeba je pochválit pro jejich záměr“.

## Postavy
- Pan von Kronthal, okresní hejtman
- Amalia, jeho choť
- Gustav a Karlchen, jeho děti

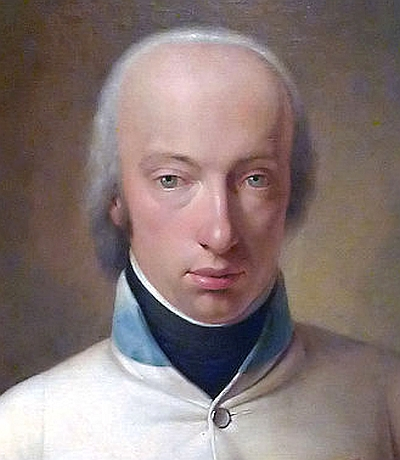
Arcivévoda Karel, obraz Johanna Baptisty Seeleho z roku 1800

- Bernhard Rehm, dragoun pod princem Evženem v roce 1734
- Anton Rehm, jeho syn, řezník
- Hannchen, jeho dcera
- Poštmistr Werlau
- Joseph, jeho syn
- Treumann, učitel
- Kaspar, řeznický pacholek
- Jakob Hellwig, hostinský U zlaté hvězdy
- Florian, číšník
- Fleck, mistr ševcovský
- Schnepper, místní holič
- Měšťané a řemeslníci
- Měšťanské dívky, vojáci, poštovní sluhové[3]

## Děj opery
(Odehrává se v městečku s poštovní stanicí nedaleko Vídně.) 
(1. obraz – Hostinec U zlaté hvězdy) Mužská část obyvatel městečka vesele popíjí a přitom provolává slávu arcivévodovi Karlovi (sbor Der Sieger kommt im Siegesglanz). Řezník Anton Rehm se včera vrátil z Vídně a přináší zprávu, že se prý zítra má arcivévoda vrátit z rýnské fronty do hlavního města. Všichni se těší, jak se zpijí na oslavu této události. Napadne je však, že silnice do Vídně vede přes jejich městečko a že tudy proto musí arcivévoda projet. To potvrzuje i poštmistr Werlau, který dostal rozkaz připravit na poště 16 koní na přepřah. Muži se předhánějí v nápadech, jak hrdinu uvítat, ale protože salvy na počest by při jejich stavu mohly dopadnout špatně a nápad uvítat ho delegací počestných dívek s květinami se ukáže neproveditelným pro nedostatek počestných dívek a květin, rozhodnou se pro iluminaci města a slavnostní verše.

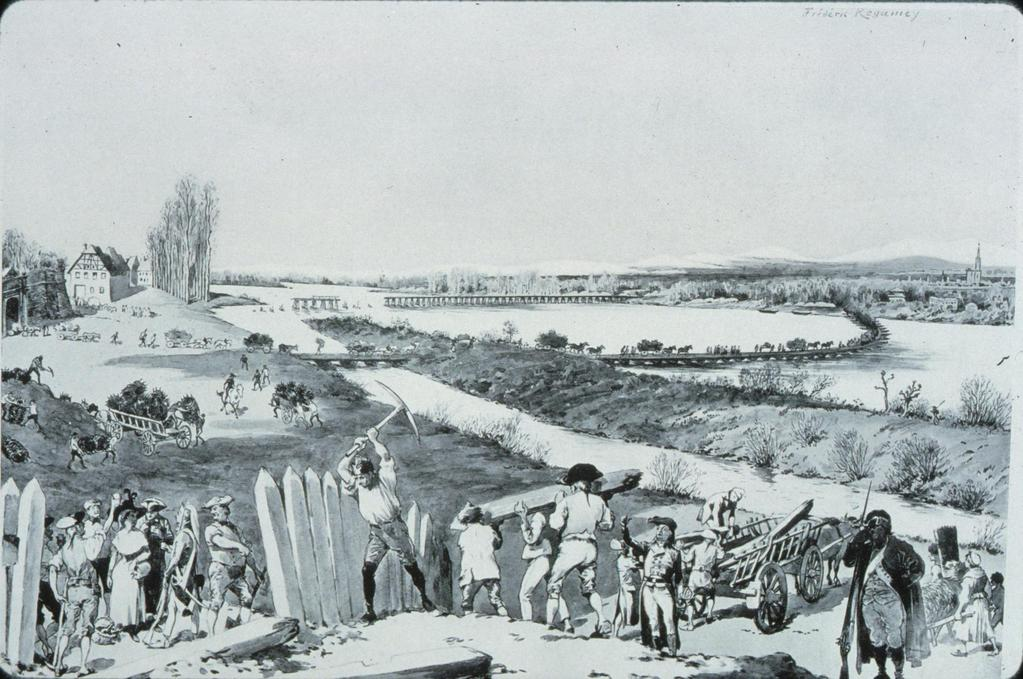
Obyvatelstvo Štrasburku se účastní demolice kehlské reduty 9. ledna 1797, rytina Frédérica Regameye z roku 1905

(2. obraz – Místnost v domě řezníka Rehma) Řezníkův otec, starý vysloužilec Bernhard, sděluje své vnučce Hannchen novinu o průjezdu arcivévody Karla. Oba hovoří s nadšením o arcivévodově hrdinství, mládí a kráse a děkují Bohu za to, že poslal vlasti ochránce přímo z císařského rodu. Přichází okresní hejtman a rozebírá věc s Bernhardem politicky: přes velkohubé proklamace Francouzů zde vládne hrdinný německý duch a všichni Rakušané, Uhři a Češi stojí neochvějně za svým mocnářem. Hejtman navíc starci sděluje, že se z fronty vrátil Joseph, poštmistrův syn a Hannchenin snoubenec, ale to je zatím tajemstvím.
Hannchen a pacholek Kaspar zatím pracují. Kastap si myslí, že když je Joseph u vojska, kyne mu naděje namluvit si Hannchen. Ta ho odbývá. Kaspar naznačuje dívčinu otci, že by si Hannchen rád vzal, a řezník toho chce využít k tomu, aby Kaspara – který jako pasovský občan nepodléhá odvodu – přiměl dát se k vojsku. Tvrdí, že mu Hannchen s radostí dá, až si Kaspar odslouží pár let u armády. Totéž Kasparovi potvrdí i Bernhard a nakonec i do věci zasvěcená Hannchen. Jenže Kaspar má jasno: lepší žádná ženská než vojenský mundúr.
(3. obraz – Místnost u okresního hejtmana) Hejtmanovi malí synové Karl a Gustav ukazují Josephovi na mapách místa arcivévodových vítězství, jako bit vy u Ambergu a dobytí Kehlu. Jejich otec i matka Amalie je za vzorné vlastenectví chválí. K hejtmanovi se ohlašuje řezník Rehm; hejtman ho dává uvést a současně posílá pro poštmistra. Rehm hejtmanovi vypráví, co se dozvěděl o průjezdu arcivévody městečkem, a žádá ho, aby schválil vítací plány, na kterých se usnesli v hospodě. Hejtman s radostí vyhoví a oba si vyměňují postřehy o projevech lásky k vlasti a dobrotivému vladaři, kterých je všude plno. Poté hejtman hovoří s poštmistrem; nejprve mu sděluje, že jeho syn Joseph se vyznamenal při zdolávání pevnosti Kehlu a dostal zlatou medaili, a pak mu přivádí Josepha samotného. Joseph se objímá s otcem a vypráví mu o tom, jak arcivévoda dal dobrotivě přinést vojákům hloubícím zákopy maso a alkohol. Hejtman, poštmistr a následně i přišedší Bernhard přejí Josephovi, aby mu zůstala hrdinská odvaha, a připomínají, aby se řádně modlil, protože Bůh přeje ve válce zbožnému lidu, který miluje svou vrchnost.
(4. obraz – Místnost v domě řezníka Rehma) Hannchen a rozmrzelý Kaspar chystají iluminaci domu, která se má soustředit na osvětlený portrét arcivévody. Učitel Treumann si zoufá, protože stále nemá inspiraci pro oslavnou báseň, ale s pomocí řezníkova silného vína nakonec nějaké rýmy sestaví. Přichází hejtman a tvrdí, že se Joseph vrátil z boje s vyznamenáním, ale bez nohy, oka a lecčehos dalšího. Řezník přísahá, že si válečného hrdinu Hannchen i tak vezme, byť by ji k tomu musel donutit násilím. Když tuto zprávu tlumočí Hannchen a když se Joseph sám dostaví s páskou přes oko a dřevěnou nohou, vypadá to, že Rehm bude svou sukovici potřebovat – Hannchen Josepha sice lituje, ale sňatek s ním se jí už nezdá tak lákavý (zvlášť když jí Kaspar připomíná, že on má všechny údy v pořádku). Když však otec dceři pohrozí, že ji dá do kláštera, Hannchen rychle poslechne: raději mrzáka za muže než život zasvěcený Bohu. Joseph ale odhazuje pásku i protézu a naopak ukazuje medaili. Všichni se radují.
Tu se ozve poštovská trubka a poštmistr s paní hejtmanovou vpadnou se špatnou zprávou: arcivévoda projel městečkem prakticky tryskem, iluminace ani báseň nepřišly ke slovu a obyvatelé se museli spokojit s tím, že se na ně z kočáru dobrotivě usmál. Všichni se smlouvají, že místo toho uspořádají zítra na náměstí slavnost na Karlovu počest (závěrečný sbor Der Sieger kehret aus dem Feld).